# Andreas Isaksson
Jan Andreas Isaksson, född 3 oktober 1981 i Östra Torps församling, är en svensk före detta fotbollsmålvakt.  Han var förstemålvakt i landslaget från hösten 2002 fram till 2016. Isaksson tilldelades Svenska Fotbollförbundets pris som bästa manliga målvakt tio gånger, 2002–2005, 2009 samt 2011–2015.
Han är sedan april 2022 målvaktstränare för Djurgårdens IF Dam.

## Klubbkarriär

### Östra Torp GIF och Trelleborgs FF
Isaksson, som är uppvuxen i Smygehamn öster om Trelleborg, började sin karriär i Östra Torp GIF, men gick vid tolv års ålder över till Trelleborgs FF. I Östra Torp hade han varit utespelare, men i TFF testade han att spela målvakt. Från början visade han inte någon stor talang på den positionen, men i 15-årsåldern hade han utvecklat sig till ett stort löfte och tog en plats i pojklandslaget. Isaksson slog igenom våren 1999 i Trelleborgs FF då han fick chansen att stå i mål sedan lagets två ordinarie målvakter skadats. Han gjorde omedelbart succé.

### Juventus
Efter drygt två månaders allsvenskt storspel (och totalt 11 allsvenska matcher) köptes han ung och oerfaren av Juventus FC, för 11 miljoner kronor, men spelade aldrig i någon match i A-laget. Det var en jobbig period framför allt socialt, men under den tiden tillhörde landslagskamraten Erik Edman lokalkonkurrenten Torino FC. De bodde grannar i Turin och umgicks ofta. Isaksson ångrar dock inte att han lämnade Sverige för Juventus 1999, utan menar att det var mycket lärorikt och att det även medförde bra träning.
Men när Isaksson 2001 såldes till Djurgården för 3,5 miljoner kronor bröt Juventus mot kontraktet. Klubben struntade i att meddela Trelleborgs FF. FIFA:s disciplinnämnd beslutade redan då att Juventus skulle betala skadestånd med 7,5 miljoner kronor för kontraktsbrott. Juventus överklagade. Men i oktober 2003 meddelade det internationella fotbollsförbundets (FIFA) exekutivkommitté att Trelleborgs FF hade rätt till 7,5 miljoner kronor i skadestånd för Juventus kontraktsbrott.

### Djurgårdens IF
Den 16 januari  2001 skrev han på för Djurgårdens IF. Isaksson stod sammanlagt 22 matcher med bara 13 insläppta mål under den allsvenska säsongen 2001. Han blev en viktig del i framgångsvågen som väntade.
År 2002 vann DIF Allsvenskan och även Svenska cupen. Året därpå var han åter med och vann Allsvenskan.

### Rennes
Den 24 juni 2004 blev det klart att Isaksson skulle flytta till franska Stade Rennais FC för 15 miljoner kronor, och ersätta Petr Cech. Där spelade även landslagskollegan Kim Källström, och Erik Edman tillkom 2005.
Redan i debuten 7 augusti 2004 mot guldfavoriten Paris SG storspelade Isaksson, och blev publikfavorit direkt. Han gjorde fem högkvalificerade räddningar, bland annat två frilägen. Det blev två år för Isaksson i Frankrike. Där rankades han av L'Équipe som en av ligans bästa målvakter samtidigt som den framgångsrika landslagskarriären fortsatte.

### Manchester City
Den 15 augusti 2006 blev det officiellt att Isaksson köpts av Manchester City FC  för 27 miljoner kronor. Tyvärr fick Isaksson skadeproblem direkt. Först en fotskada, och sedan ett avslitet ledband i höger knä. Isaksson debuterade inte i Premier League förrän 9 december, då han byttes in i andra halvlek i ett derby mot Manchester United. Det blev 14 matcher den första säsongen i Premier League, där Isaksson i den sista matchen räddade en straff från Tottenhams Jermain Defoe.
Under säsongen 07/08 tillbringade en skadedrabbad Isaksson mycket tid på bänken, sedan Manchester Citys dåvarande tränare Sven-Göran Eriksson valde Joe Hart som förstemålvakt. Isaksson hade inte spelat en ligamatch sedan 15 december 2007. Då fick han 11 maj 2008 en chans att visa upp sig i säsongens sista match mot Middlesbrough. Isaksson släppte in åtta mål och matchen slutade 8-1 till Middlesbrough, vilket var den näst största utklassningen i Premier Leagues historia. Det blev endast 5 matcher på 38 omgångar för svensken under säsongen 2007-08. Isaksson sa i en intervju, 17 oktober 2020 på Viasat Sport, att på grund av skador och ojämn form, var han inte tillräckligt mogen för Premier League.

### PSV Eindhoven
Den juli 2008, strax efter att EM-finalen spelats, bytte han klubb till holländska ligasegraren PSV Eindhoven. Isaksson skrev på ett fyraårskontrakt, och debuterade 30 augusti 2008, i en 5-1-seger borta mot Utrecht.
I PSV Eindhoven trivdes Isaksson och detta var ömsesidigt även från klubben. Isaksson gjorde under de fyra säsongerna han var i PSV många fina insatser, men även om de fyra säsongerna fick bra placeringar i Eredivise uteblev ligatiteln som man suktade efter. Däremot fick Isaksson en hel del erfarenhet av europeisk cupfotboll då PSV ständigt kvalificerade sig för spel ute i Europa.
2008 kunde dessutom Isaksson ta och skriva in Champions League på sin meritlista där hans PSV nådde gruppspelet. Även om Isaksson inte på något sätt underpresterat, fick han besked av PSV att de inte ville behålla honom när kontraktet gick ut våren 2012. Konsekvensen av detta blev att ett klubbyte började diskuteras både från klubben, men även från Isakssons egen sida då han själv givetvis förstod att speltid var viktigt.

### Kasimpasa
Den 6 juli 2012 värvades Isaksson till Süper Lig i Turkiet. Klubben det rörde sig om var nykomlingen Kasimpasa från Istanbul. Efter två säsonger började Isaksson få det tyngre och mindre speltid i den turkiska klubben och efter att Isaksson hade vaktat målet i 47 raka matcher för sitt Kasimpasa petades svensken. Isaksson startade 13 matcher i hans sista säsong för Kasimpasa, och i sista matchen för klubben släppte Isaksson in fyra mål mot Bursaspor 20 mars 2016. 

### Djurgårdens IF återkomst
Trots ett år kvar på kontraktet med Kasimpasa ville Isaksson bort, då det var mycket oroligheter i Turkiet. Den 11 augusti 2016 meddelades det att Isaksson skrivit på för 2,5 år med Djurgårdens IF. Isaksson blev den första spelaren i Djurgården att få tröjnumret 1 sedan början av 2000-talet då nummer 1 reserverades för supportrarna.
Den 5 april 2018 meddelade Isaksson att han skulle avsluta sin aktiva karriär efter säsongens slut. Han fick hålla nollan i sin sista match med Djurgården mot Sirius 11 november 2018.
I oktober 2019 blev Isaksson målvaktstränare i division 2-laget Fagersta Södra.

## Landslagskarriär
Andreas Isaksson debuterade i landslaget 27 mars 2002 då Sverige mötte Schweiz på Malmö Stadion i en vänskapsmatch, där han ersatte Magnus Hedman i paus. Isaksson var reservmålvakt i den svenska VM-truppen 2002. På hösten när Hedman skadade sig tog Isaksson över på allvar, och var sedan förste målvakt från och med EM-kvalmatchen mot Ungern 12 oktober 2002.
Isaksson spelade i alla Sveriges matcher under EM 2004. Där var Isaksson en av turneringens bästa målvakter och stod för den kanske allra svettigaste räddningen när han med en hand stoppade holländaren Seedorfs frispark i kvartsfinalen.
Han missade inledningsmatchen i VM 2006 mot Trinidad/Tobago på grund av hjärnskakning,  ironiskt nog sedan han under träning träffats i huvudet av ett stenhårt skott från rums- och lagkamraten Kim Källström. Men han stod i de återstående matcherna. Isaksson stod för sin bästa insats i förlustmatchen mot Tyskland där han räddade ett decimerat svenskt lag från förnedring.
Under EM-slutspelet 2008 stod Isaksson i Sveriges alla tre gruppspelsmatcher (höll nollan mot Grekland).
Isaksson stod i alla 10 VM-kval matcher till Fotbolls-VM i Sydafrika 2010, men Sverige misslyckades att kvalificera sig dit.
Under EM-slutspelet 2012 där det återigen bara blev tre gruppspelsmatcher för Sverige, stod Isaksson alla matcherna, som spelades i Kiev (Han höll nollan i sista betydelselösa matchen mot Frankrike). 

### 100:e landskampen
Den 12 oktober 2012 kunde Isaksson räkna in sin 100:e A-landskamp när Sverige besegrade Färöarna i VM-kvalet, till Fotbolls-VM i Brasilien 2014. Ett mästerskap som Sverige åter misslyckades att kvalificera sig till.
Nu började Isaksson ifrågasättas i landslaget, kanske framför allt från media och supportrars håll. Isaksson hade i nästan tio år varit självskriven i den svenska laguppställningen men Erik Hamrén litade på honom. Dessutom sågs alternativen till Isaksson vara få. Sverige hade få målvakter som spelade i internationella ligor. Det som framförallt kritiserades var Isakssons spel med fötterna, att han var dålig på att sätta igång spelet. Isaksson gav dock svar på tal i vänskapsmatchen mot Argentina 2013 där han på mållinjen gör en fantastisk räddning med en cykelspark som hindrar bollen från att gå in. Isaksson befäste sin plats som första val på målvaktspositionen och vann dessutom återigen pris som bästa svenska målvakt på Fotbollsgalan.
Isaksson berättade i en intervju 2018 att han hade ångest inför avgörande playoff-matchen till EM 2016 mot Danmark. Han visste att det var hans sista chans att få spela ett stort mästerskap.
Den 28 mars 2016 meddelade Isaksson att han slutade i landslaget efter EM-slutspelet i Frankrike samma år. Förlusten mot Belgien i gruppspelet, blev Isakssons sista landskamp. Det slutade på 133 landskamper och sex mästerskap.

## Målvaktstränare
I oktober 2019 blev Isaksson målvaktstränare i division 2-laget Fagersta Södra.
I april 2022 blev Isaksson målvaktstränare för Djurgården damfotboll
2024 blev Isaksson målvaktstränare i Brommapojkarna.

## Meriter

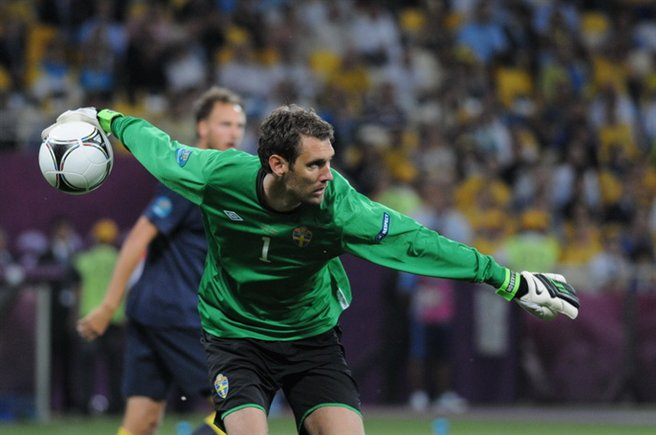
Isaksson i EM 2012

- SM-guld 2002 och 2003 med Djurgårdens IF
- Cupguld 2002 & 2018 med Djurgårdens IF
- UEFA-cupspel 2002 med Djurgårdens IF och 2005 med Stade Rennais FC
- Champions League: kval 2003 med Djurgårdens IF och gruppspel 2008 med PSV Eindhoven
- Fotbolls-VM 2002 (tredjemålvakt) och 2006 (förstemålvakt)
- Fotbolls-EM 2004 (förstemålvakt), 2008 (förstemålvakt), 2012 (förstemålvakt) och 2016 (förstemålvakt)
- Tilldelats priset Årets målvakt vid Fotbollsgalan 10 gånger: 2002, 2003, 2004, 2005, 2009, 2011, 2012, 2013, 2014  och 2015.